# كلاوس فيله
كلاوس فيله (بالألمانية: Klaus Welle) (من مواليد 3 تموز / يوليو 1964) هو سياسي ألماني يشغل منصب الأمين العام للبرلمان الأوروبي منذ 15 آذار / مارس 2009. وكان سابقاً مدير مكتب رئيس البرلمان الأوروبي أثناء رئاسة هانز جيرت بوترينغ للبرلمان.